# Adolf Merkl
Adolf Julius Merkl (Vienna, 23 marzo 1890 – Vienna, 22 agosto 1970) è stato un giurista e filosofo austriaco. Studioso di diritto costituzionale e diritto amministrativo, fu allievo di Hans Kelsen e importante rappresentante della scuola di Vienna. Fu professore presso l'Università di Vienna dal 1932 al 1938 e di nuovo dal 1950 e presso l'università di Tubinga dal 1943 al 1950.
Con il suo studio sulla gerarchia delle fonti diede un forte contributo alla teoria pura del diritto.
È sepolto allo Zentralfriedhof di Vienna.